# Lieu historique national des Forts-de-Lévis
 (juin 2025).
Si vous disposez d'ouvrages ou d'articles de référence ou si vous connaissez des sites web de qualité traitant du thème abordé ici, merci de compléter l'article en donnant les références utiles à sa vérifiabilité et en les liant à la section « Notes et références ».
Le lieu historique national du Canada des Forts-de-Lévis est situé sur les hauteurs de la pointe Lévy, à Lévis, au Québec. Il est composé de trois forts construits entre 1865 et 1872, dans le but de protéger la ville de Québec et son port contre une éventuelle attaque en provenance des États-Unis.
Ces ouvrages font partie intégrante du système défensif mis en place à la suite de l’adhésion de la province du Canada à la Confédération, dans un contexte de tensions avec les États-Unis. Bien qu'ils constituent un lieu historique distinct, les forts de Lévis sont également considérés comme une composante du lieu historique national des Fortifications-de-Québec.
Le site a été désigné lieu historique national du Canada en 1920. Cette désignation repose sur leur rôle dans le système de fortifications de Québec ainsi que sur leur importance stratégique dans l’histoire militaire du Canada.

## Contexte historique

### Menaces européennes[2]
Le contexte géopolitique européen du milieu du XIXe siècle contribue à la mise en place d’un système défensif sur la rive sud du fleuve Saint-Laurent, en face de Québec. À cette époque, la diplomatie britannique est engagée dans la gestion de plusieurs tensions en Europe, notamment dans le bassin méditerranéen et ailleurs sur le continent.
La situation politique en Allemagne retient particulièrement l’attention du gouvernement britannique. Le processus de réunification allemande, amorcé dans les années 1860, entraîne une rivalité croissante entre la Prusse et l’empire d’Autriche. Bien que le Royaume-Uni maintienne sa politique de non-intervention dans les affaires continentales, il demeure préoccupé par la sécurité de ses voies d’approvisionnement, notamment pour le bois scandinave transitant par la mer Baltique. En février 1864, la Prusse et l’Autriche envahissent le duché de Schleswig-Holstein, alors sous souveraineté danoise, ce qui accentue les tensions régionales. L'Angleterre songe donc à retourner vers son ancien port d'expédition : Québec.

### Menaces américaine
La guerre de Sécession, qui débute en avril 1861, oppose les États du Nord aux États du Sud des États-Unis. Le Royaume-Uni adopte une position de neutralité, soucieux de maintenir ses approvisionnements en coton provenant du Sud sans compromettre ses relations avec le Nord. Le blocus maritime imposé par l’Union force toutefois la Grande-Bretagne à s’approvisionner ailleurs, notamment en Inde et en Égypte.

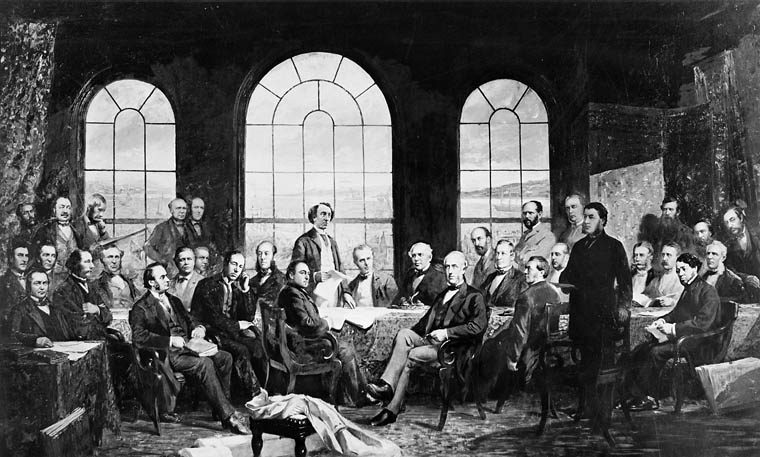
Les pères de la confédération canadienne

L’évolution du conflit, marquée par plusieurs victoires sudistes au début de la guerre, suscite des inquiétudes au Royaume-Uni et au sein du Canada-Uni quant à une possible incursion militaire nordiste. Ces craintes sont exacerbées par l’incident du Trent, survenu en novembre 1861, lorsque la marine nordiste intercepte un navire britannique transportant deux diplomates sudistes. En réponse à cette crise diplomatique, environ 11 000 soldats britanniques sont envoyés au Canada-Uni pour renforcer la défense de la colonie.
En 1864, les États-Unis choisissent de ne pas renouveler le Traité de réciprocité de 1854, ce qui détériore les relations commerciales et politiques avec le Canada-Uni. Dans ce contexte de tensions, les colonies britanniques de l’Amérique du Nord envisagent une union politique, menant à la Confédération en 1867. Simultanément, la Grande-Bretagne, confrontée à des défis en Europe, cherche à réduire ses engagements militaires tout en assurant la protection de ses intérêts coloniaux en Amérique du Nord.

## Planification du système de défense

### Défendre la capitale
L'idéation de la construction de forts s’inscrit dans une période de transition dans l’art militaire de fortifier les villes. Au milieu du XIXe siècle, les ingénieurs militaires privilégient des ouvrages défensifs situés à l’extérieur des centres urbains, dans le but de protéger ces derniers tout en empêchant l’ennemi d’atteindre les zones névralgiques à courte portée.
Deux facteurs technologiques majeurs accélèrent ce changement: 
- D’une part, l’introduction de l’artillerie rayée augmente la portée et la précision des tirs, rendant obsolètes certaines fortifications traditionnelles situées à proximité des villes.
- D’autre part, le développement rapide du réseau ferroviaire canadien permet un transport plus efficace des troupes et de l’artillerie, ce qui oblige à repenser la localisation stratégique des ouvrages militaires.Wagon de queue du Grand Tronc

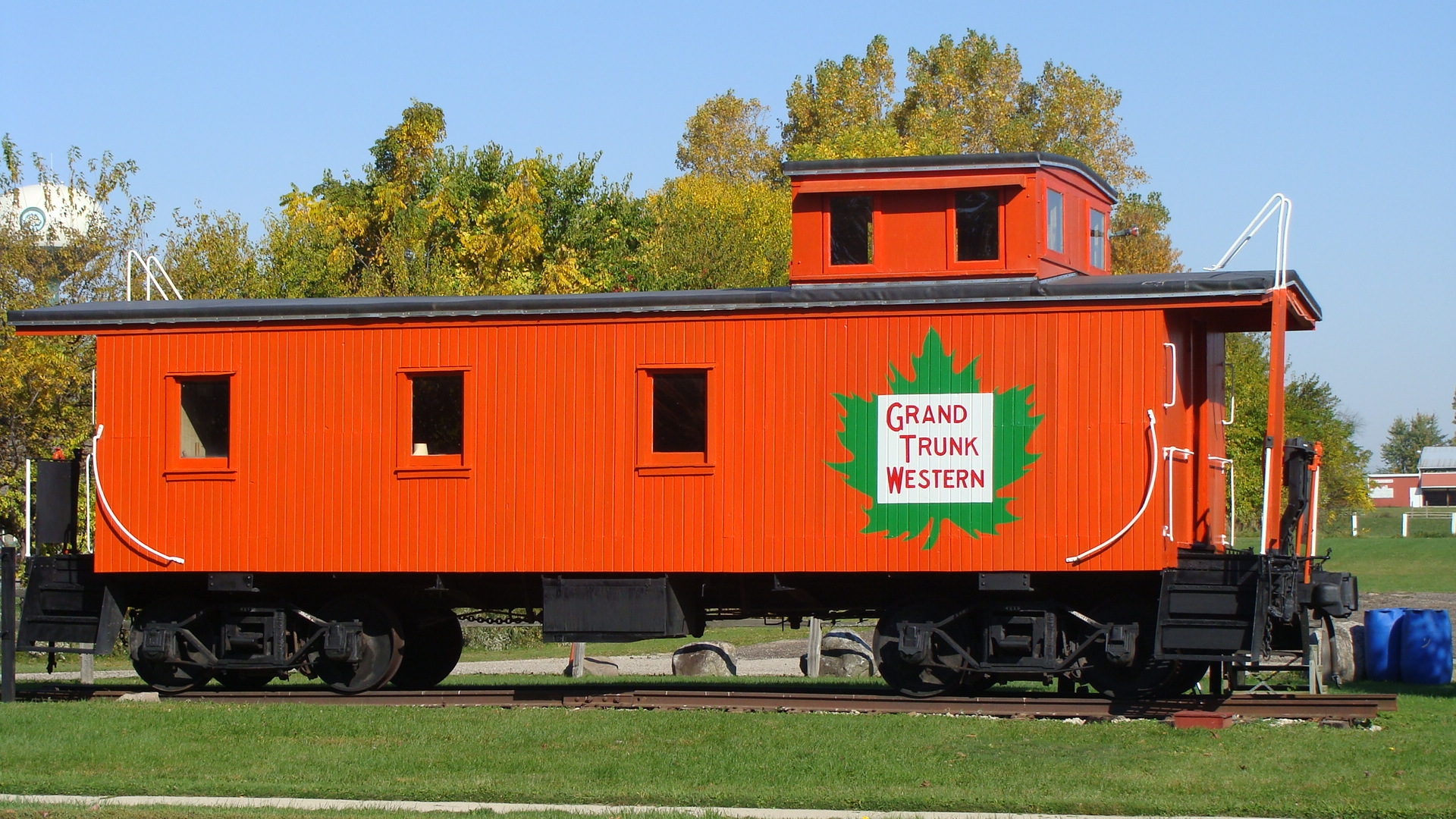
Wagon de queue du Grand Tronc

Dans ce contexte, la guerre de Sécession suscite des préoccupations stratégiques supplémentaires. Le chemin de fer du Grand Tronc, reliant Montréal à Lévis, avec une correspondance vers Portland, dans le Maine, est perçu comme une voie potentielle d’invasion. L'étendue de la frontière à défendre, la faiblesse des effectifs militaires britanniques disponibles au Canada-Uni et les incertitudes politiques liées au conflit américain renforcent l'importance stratégique de Québec dans le dispositif de défense de l’Amérique du Nord britannique.

### Analyse et conclusion

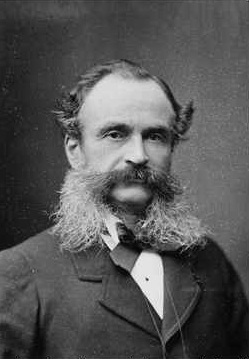
William Drummond Jervois

En 1862, une commission militaire britannique est mandatée afin d’évaluer l’état des défenses de la ville de Québec, alors capitale de la province du Canada. À l’issue de son évaluation, la commission Gordon conclut que les fortifications existantes à Québec sont insuffisantes pour assurer une défense efficace de la ville et de son port. Elle recommande alors la construction de nouveaux ouvrages défensifs sur la rive sud du fleuve Saint-Laurent, sur les hauteurs de Lévis. Cette position dominante permettrait de mieux contrôler les approches du port et d’appuyer la défense de la ville, jugée trop vulnérable depuis ses seules fortifications nordiques.
En 1864, le gouvernement britannique dépêche le colonel William Drummond Jervois, sous-inspecteur général des fortifications au Canada-Uni, pour élaborer un nouveau plan de défense. Convaincu d’un risque d’invasion américaine, Jervois considère que Québec pourrait constituer un dernier point de repli pour les troupes britanniques en cas de retrait, en raison de l’importance de son port pour les communications navales impériales.
La défense du port de Québec est alors perçue comme un enjeu stratégique pour l’Empire britannique. La vulnérabilité des frontières, accentuée par la présence d’un lien ferroviaire entre Lévis et Portland (Maine), rend difficile la défense du territoire en profondeur. Dans ce contexte, la fortification de la pointe Lévy vise à interdire un accès rapide au fleuve Saint-Laurent depuis le sud et à compléter le système défensif déjà existant sur la rive nord, notamment autour de la Citadelle de Québec.

### Le système de fortification

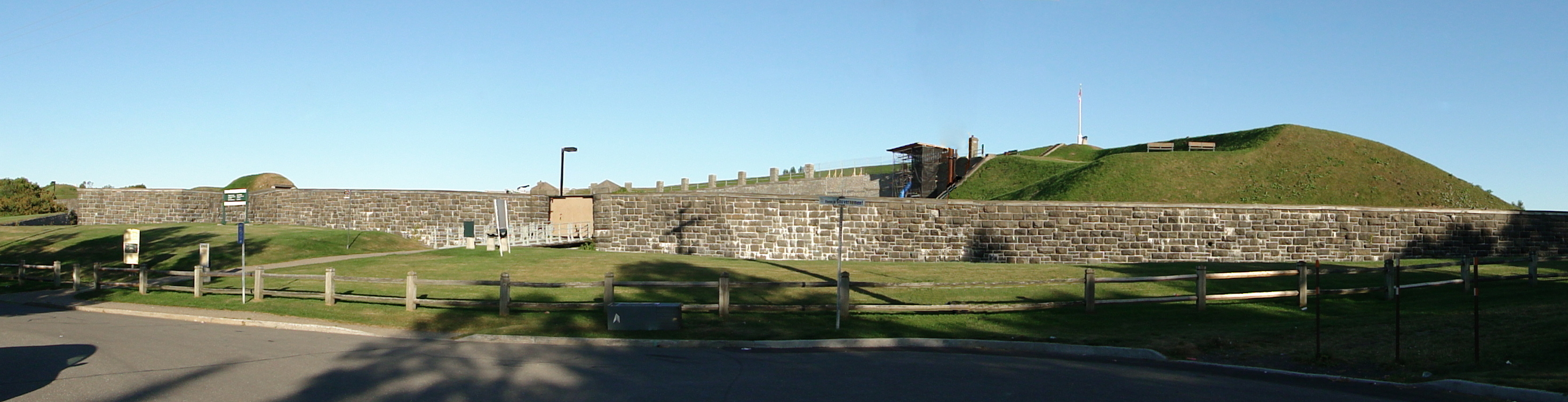
Vue de l'arrière et de la porte d'entrée du Fort no

Le plan initial prévoit cinq ouvrages, mais seuls trois sont finalement réalisés. Disposés en arc de cercle à environ 1 800 mètres les uns des autres, les forts adoptent un tracé polygonal avec des orientations différentes, permettant le croisement des tirs et un flanquement efficace.
Les trois forts détachés de la pointe de Lévy sont conçus pour répondre à l’évolution de l’artillerie, en particulier à l’introduction du canon rayé, dont la portée et la puissance destructrice dépassent celles des canons lisses traditionnels. Chacun des trois forts est à portée de tir du fort adjacent. Ce système de forts détachés permet de défendre une grande superficie sans avoir recours à des remparts ou des murs continus comme on peut les observer dans la ville de Québec, de l'autre côté du fleuve Saint-Laurent.Cette technique de défense est beaucoup moins coûteuse que la précédente. De plus, chaque fort est indépendant. L'ennemi qui attaquerait une série de forts détachés devrait envahir chacun des forts.
La défense rapprochée est assurée par des caponnières, tandis que l’artillerie est installée à ciel ouvert. Le fort Numéro-Un, situé le plus à l’est, surplombe l’île d’Orléans et le port de Québec, et contribue ainsi au contrôle du fleuve en appui à la Citadelle. Le fort Numéro-Deux, situé au centre, sert à défendre les deux autres forts. Le fort Numéro-Trois, situé en surplomb de la gare, sert à détruire au besoin le chemin de fer du Grand Tronc et protéger la gare.
1. Le Fort no 1 est situé dans le secteur Lauzon;
2. Le no 2 était situé dans l'ancienne Ville de Lévis (près du terrain du Golf de Lévis);
3. Le no 3 était situé dans le secteur de l'ancienne Ville de St-David-de-l'Auberivière;

Les Forts-de-Lévis étaient autrefois reliés entre eux par un chemin couvert. Cette tranchée était utilisée pour la communication entre les trois forts et le transport de la poudre noire qui était entreposée dans la poudrière du fort Numéro-Un. Le chemin n'est plus visible aujourd'hui.

## La construction des forts
Le Fort no 1 a été construit par l'armée britannique tandis que la construction des deux autres forts a été confiée aux frères Worthington, une entreprise privée de l'Ontario. On voulait ainsi comparer les coûts des deux façons de procéder. La construction des forts de Lévis n'a pas créé autant d'emploi que l'espéraient les gens de Lévis, car les employés travaillant à la construction sont des soldats britanniques ou des ouvriers ontariens que les frères Worthington emploient.

### Administration des terres
Les terrains constituant la Réserve militaire de Lévis auraient été acquis par le gouvernement impérial britannique entre 1865 et 1868, dans le cadre de la mise en œuvre du programme de fortification de la rive sud de Québec. Ces terrains comprenaient notamment les emplacements des futurs forts ainsi que les zones associées à la logistique militaire, comme le camp des ingénieurs royaux et l'ancien camp militaire.
Au fil du temps, le ministère de la Défense nationale du Canada s’est graduellement départi de ces propriétés, par le biais de locations ou de ventes. Le processus de transfert et de redistribution de ces terrains a été complexe et s’est étendu sur plusieurs décennies. À titre d’exemple, des décrets en conseil datés du 1er septembre 1937, du 21 juin 1938 et du 27 avril 1939 ont officialisé le transfert d’une grande partie de la Réserve militaire de Lévis au ministère des Mines et Ressources, qui avait pleine latitude pour en disposer.
Cependant, en raison de l'entrée du Canada dans la Seconde Guerre mondiale, la situation change rapidement. Le 11 septembre 1940, les terrains concernés, incluant ceux du camp des ingénieurs et de l’ancien camp militaire, sont rétrocédés au ministère de la Défense nationale. Ce retour de propriété est motivé par le besoin urgent d’établir des camps d'entraînement militaire dans le cadre de l'effort de guerre.

#### Expropriations des terres
Les propriétaires des terrains utilisés pour la construction du fort ont dû être expropriés. Ces terres étaient utilisées à des fins agricoles. Les montants alloués aux anciens propriétaires étaient inférieurs à leur valeur réelle. Certains terrains expropriés n'ont pas été utilisés par les Britanniques et ont même ensuite été loués à leurs anciens propriétaires à des fins de pâturage

#### Transfert des terrains excédentaires après la Seconde Guerre mondiale
Selon les documents du ministère des Affaires du Nord et des Ressources nationales, deux vastes étendues de terrain situées aux abords des forts Numéro-Un et Numéro-Deux ont été déclarées excédentaires aux besoins du ministère de la Défense nationale à la suite de la Seconde Guerre mondiale. Le 5 mai 1948, ces terrains sont transférés à ce ministère par l’intermédiaire de la Crown Assets Disposal Corporation, sous réserve du respect des baux déjà en vigueur.
Un décret en conseil daté du 7 octobre 1948 classe officiellement ces terrains dans la deuxième catégorie des terrains de l’Ordnance, ce qui les rend admissibles à la cession ou à la vente, conformément à la législation applicable à l’époque. Ce reclassement marque une étape importante dans le processus de déclassement militaire progressif des installations des Forts-de-Lévis et ouvre la voie à leur aliénation ou à leur réutilisation à des fins civiles.
En octobre 1949, la cité de Lauzon obtient en location environ 36 acres de terrains appartenant à la Couronne, situés sur une portion de l’ancienne réserve militaire. Ces terrains sont officiellement acquis par la municipalité au moyen de lettres patentes délivrées le 6 octobre 1951.
Cependant, en 1959, le ministère des Affaires du Nord et des Ressources nationales soumet une demande au Conseil privé visant à annuler des lettres patentes émises antérieurement, le 25 juillet 1952, en faveur de la Corporation de la cité de Lauzon. Cette demande est motivée par des erreurs relevées dans la description cadastrale des terrains concernés, ainsi que par l’émission d’un bon d’octroi erroné. D’autres transactions foncières auraient possiblement eu lieu après 1966, bien qu’elles ne soient pas documentées dans les dossiers actuellement disponibles.

### Installations[9]

#### Quai
Afin de faciliter le transport de la main d’oeuvre et des matériaux, un débarcadère fut aménagé sur la rive sud, à Indian Cove, l’actuelle grève Gilmour. Les travaux commencèrent en 1865 et se terminèrent l’année suivante. Le quai proposé devait mesurer 200 pieds de longueur sur 62 pieds de largeur et 30 pieds de hauteur, mais il semble que la longueur du quai construit ait été le double de celle prévue. Un chemin fut aménagé en 1865 entre le quai situé à l’anse aux Indiens et le site du fort Numéro-Un. Un autre chemin reliant les trois forts fut complété en 1866.

#### Camp des ingénieurs
Un camp destiné à loger les ingénieurs militaires et leurs ouvriers fut établi à proximité du fort Numéro-Un de Lévis dès 1866. À cette date, le camp comptait 21 bâtiments en bois, auxquels s’ajoutèrent plusieurs autres par la suite. Parmi les installations figurent six casernes — trois pour les soldats et trois pour les officiers —, ainsi que des entrepôts, des écuries, une remise pour la pompe à incendie, une cantine, divers ateliers (pour charpentiers, tailleurs d’habits et tailleurs de pierre), une forge, une école, un hôpital, deux mess, une cuisine et des latrines. Le site de l’ancien camp est aujourd’hui occupé par des résidences privées.
Le camp des soldats fut aménagé dans le secteur connu comme la « mare à Pompon ». Ce secteur est aujourd’hui de parc public : le Parc de la Paix.

### Frais de construction
Le Parlement britannique autorise les crédits nécessaires à la construction de plusieurs forts détachés sur la rive sud. Ce sont les contribuables britanniques qui paieront la facture évaluée à non loin de 200 000 livres sterling, un équivalent d'un million de dollars de l'époque. Le Canada ne déboursera pas de frais pour la construction des Forts-de-Lévis.
 En chiffres
|                                     | FORT no 1                         | FORT no 2                                                          | FORT no 3                            |
| ----------------------------------- | --------------------------------- | ------------------------------------------------------------------ | ------------------------------------ |
| Main d'œuvre principale             | militaire                         | civile                                                             | civile                               |
| Début des travaux                   | juin 1865                         | juillet 1865                                                       | août 1865                            |
| Fin des travaux                     | été 1872                          | été 1869                                                           | été 1869                             |
| Coût des travaux en livres sterling | 59 762 livres                     | 57 600 livres                                                      | 58 909 livres                        |
| Équivalent en dollars de l'époque   | 299 000 $                         | 289 500 $                                                          | 294 500 $                            |
| Forme du fort                       | pentagone                         | rectangle                                                          | rectangle                            |
| Nombre de caponnières               | quatre                            | quatre                                                             | quatre                               |
| Nombre de casemates                 | 12                                | 15                                                                 | 15                                   |
| Garnison prévue                     | 144 hommes                        | 170 hommes                                                         | 170 hommes                           |
| Emplacement à l'époque              | Mount Pleasant                    | Spruce Cliff                                                       | Lemure                               |
| Ce qu'il reste en l'an 2023         | fort presque entièrement restauré | emplacement du siège social des Assurances du mouvement Desjardins | destruction complète du site en 2016 |

## Le Fortno1

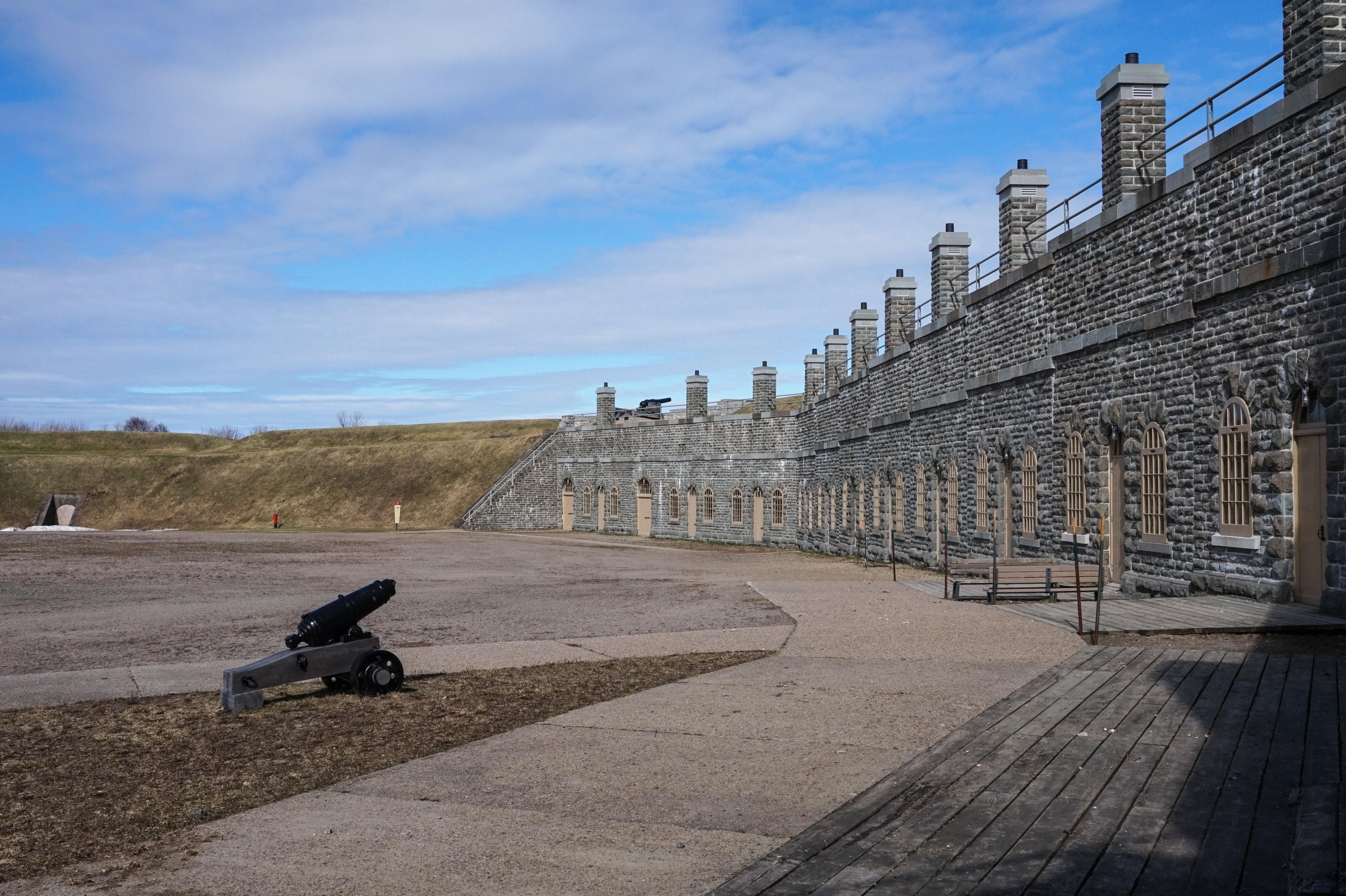
Fort Numéro-Un

La construction du fort Numéro-Un débute à l’été 1865, dans un contexte marqué par l’intégration de nouvelles technologies issues de la révolution industrielle. Sous la supervision des ingénieurs royaux, environ 500 personnes — incluant soldats, artisans et manœuvres — participent aux travaux. Le chantier s'étend sur une période de sept ans, durant laquelle les ingénieurs suivent de près les avancées techniques afin de les adapter aux besoins spécifiques du projet.
Le dort Numéro-Un constitue le seul ouvrage militaire qui subsiste des fortifications érigées sur la rive-sud, au temps de la colonie britannique.

### Position géographique
Le Fort no 1 est celui situé le plus à l'est dans le secteur de l'ancienne Ville de Lauzon qui était nommée à l'époque St-Joseph-de-Lévis. Il est près de la rue Mgr-Bourget à proximité du Cégep Lévis-Lauzon. Juché au  sommet du Mount Pleasant à quelques 114 mètres au dessus du niveau du fleuve St-Laurent, sa position lui permet d'avoir à sa portée le chenal de l'Île d'Orléans, dans le fleuve Saint-Laurent. Le contrôle du trafic maritime était nécessaire pour la défense des villes de Québec, de Lévis ainsi que du port de Québec. Sa position, plus haute en altitude que la Citadelle de Québec, lui permet d'avoir une vue sur les alentours et juche au plus haut sommet de la région lévisienne.

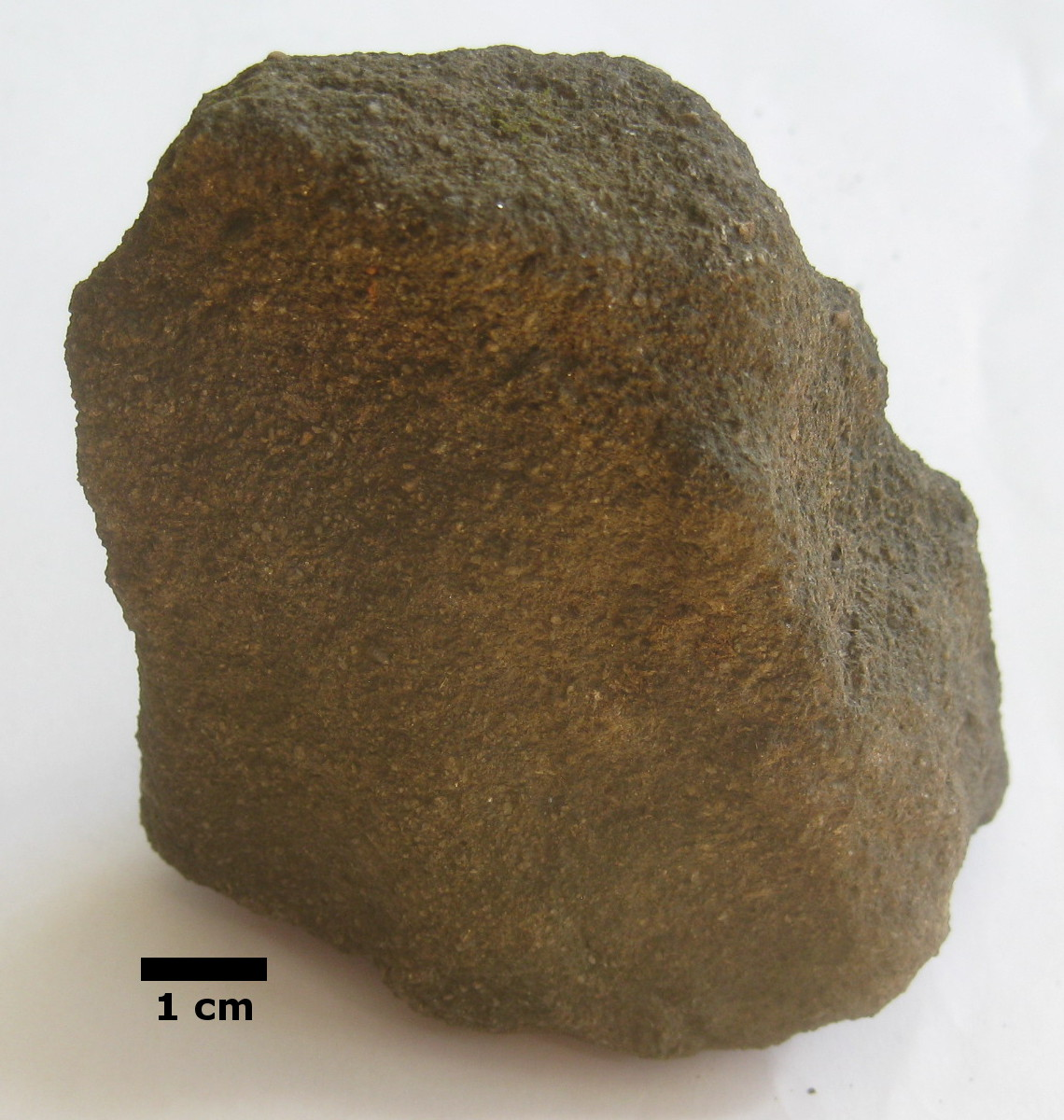
Pierre de grès du Maryland

### Pierre utilisée
La pierre utilisée dans les murs du fort est une pierre de grès. Celle-ci était extraite d'une carrière située dans la région de Lévis, sur la rive sud. La pierre est taillée à la main par des tailleurs de pierre. Les plafonds des casemates sont quant à eux, construits de briques.

### Un avant-garde technologique[11]
Plusieurs innovations technologiques sont introduites au cours des travaux. En 1864, lors des relevés topographiques préliminaires, les arpenteurs utilisent des méthodes en usage en Irlande et en Angleterre, notamment la chaîne d’arpenteur et le théodolite. Cette méthode permet de produire une carte détaillée du site, incluant des éléments tels que les croix de chemin et les lignes télégraphiques, ce qui constitue une première au Canada à cette époque.
Outre les trois forts prévus, le site comprend également des infrastructures auxiliaires liées aux opérations militaires et logistiques. Un camp est établi pour les ingénieurs royaux, de même qu’un quai et un système de communication entre les deux rives du fleuve Saint-Laurent, facilitant le transport du matériel et des effectifs.
Sur le plan architectural, le fort se distingue par la qualité de ses maçonneries et de ses aménagements défensifs. Parmi les éléments remarquables figurent les passages souterrains, les caponnières voûtées en brique et l’escalier de la caponnière de gorge, construit sur des corbeaux de pierre, qui témoignent du savoir-faire des ingénieurs militaires de l’époque.

### Un laboratoire à ciel ouvert

Concasseur de pierres - moteur à vapeur

Une fois le fossé défensif creusé et déblayé, des murs de soutènement sont érigés pour prévenir l’affaissement des parois. En raison d’un manque de main-d’œuvre spécialisée, les ingénieurs font appel à l’industrie locale. Le mur intérieur est réalisé à l’aide de ciment noir « Gauvreau », fabriqué à Québec, coulé dans un coffrage de pierre — une technique utilisée pour la première fois au Canada. Il a fallu 9 000 mètres cubes de béton, assez pour couler les fondations de 250 bungalows.
Le chantier se distingue par l’introduction de nouveaux équipements et matériaux liés aux progrès de la révolution industrielle. Des moteurs à vapeur sont employés pour faire fonctionner les machines, dont des concasseurs et des mélangeurs servant à la préparation du béton. Plusieurs expérimentations sont menées pour évaluer la performance des matériaux dans le climat hivernal du Québec, notamment sur la résistance du béton au gel, l'efficacité du ciment noir comparé au ciment Portland, et les propriétés d’imperméabilisation de l’asphalte.
Malgré sa nature militaire, le chantier n’est pas restreint au public. Il attire de nombreux visiteurs, y compris un nombre notable de touristes américains, curieux d’observer les travaux et les méthodes de construction utilisées. On retrouve également sur le chantier un important réseau ferroviaire

### L'architecture
Le fort Numéro-Un adopte un tracé en pentagone asymétrique, une configuration propre à son emplacement, mais il intègre les mêmes éléments défensifs que les deux autres forts. Ces éléments comprennent notamment des caponnières pour la défense rapprochée des fossés, un dispositif de tirs croisés, et des emplacements pour l’artillerie à ciel ouvert. Les espaces intérieurs offrent une superficie totale d'environ 1635 mètres carrés.

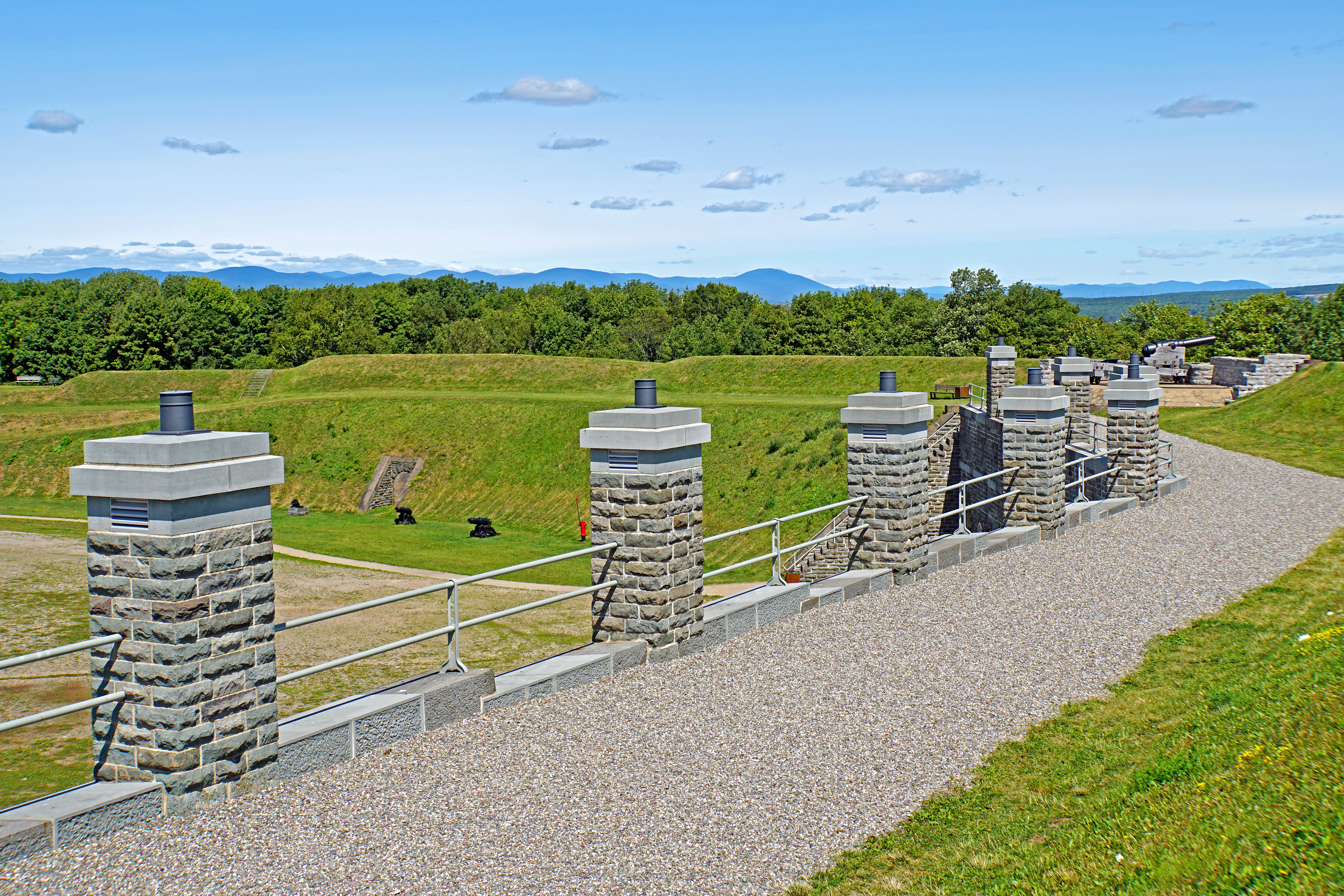
Dessus du terre-plein et des casemates du fort Numéro-Un

#### Le terre-plein
Le terre-plein joue un rôle à la fois défensif et structurel. Constitué de grandes quantités de terre et de débris, en grande partie extraits lors du creusement du fossé, il forme une masse imposante qui camoufle le fort dans le paysage environnant. Cette élévation artificielle sert de blindage naturel contre les tirs d’artillerie et permet de réduire la visibilité du fort depuis l’extérieur.
Sur le terre-plein étaient installés les emplacements destinés à accueillir une vingtaine de canons. La masse de terre agit comme support pour ces pièces d’artillerie, tout en absorbant les vibrations et les chocs causés par les tirs. Le terre-plein constitue ainsi un élément essentiel du dispositif défensif, combinant dissimulation, protection passive et capacité offensive.

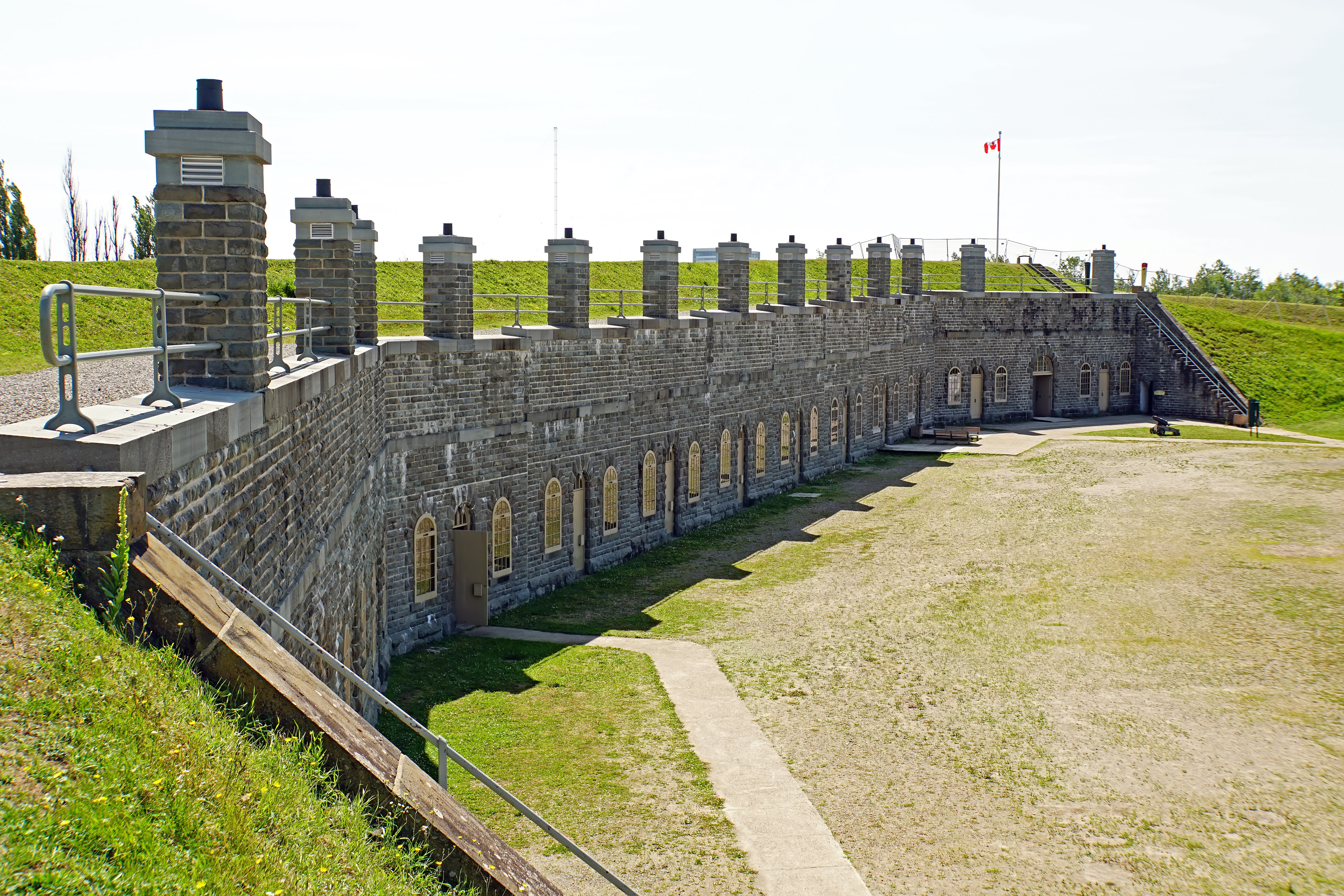
Casemates du fort Numéro-Un

#### 12 casemates
Sous le terre-plein sont aménagées des casemates voûtées en maçonnerie, destinées à loger la garnison. Chaque casemate peut accueillir jusqu’à douze soldats, avec un volume alloué d’environ 15 mètres cubes par occupant. Cette disposition respecte les normes sanitaires adoptées par l’armée britannique à partir du milieu du XIXe siècle, à la suite de recommandations émises par des commissions de réforme sanitaire, notamment après la guerre de Crimée. L’objectif est de limiter la promiscuité, d’assurer une meilleure ventilation et d’endiguer la propagation de maladies comme le typhus, le choléra ou la tuberculose, souvent exacerbées par les conditions de vie dans les casernes surpeuplées. La Citadelle de Québec donnait régulièrement l'ordre - avec un système de drapeau - d'ouvrir les portes des casemates, afin de les faire aérer.
Les casemates sont conçues pour offrir un environnement relativement tempéré et sec, grâce à leur position partiellement enterrée et à la masse thermique des murs. Elles sont généralement dotées de dispositifs de ventilation naturelle et, dans certains cas, de systèmes de chauffage ou de drainage pour améliorer les conditions de vie des soldats. L’organisation intérieure est fonctionnelle, avec des espaces répartis entre les lits, le rangement de l’équipement et parfois une table commune. Les casemates ont des murs de pierre et des plafonds voûtés en briques. Malgré la complexité de construction de voûtes, cette forme demeure l'une des plus résistantes. La casemate la plus à gauche était celle destinée aux officier et sous-officier. Cette casemate était séparée des autres.

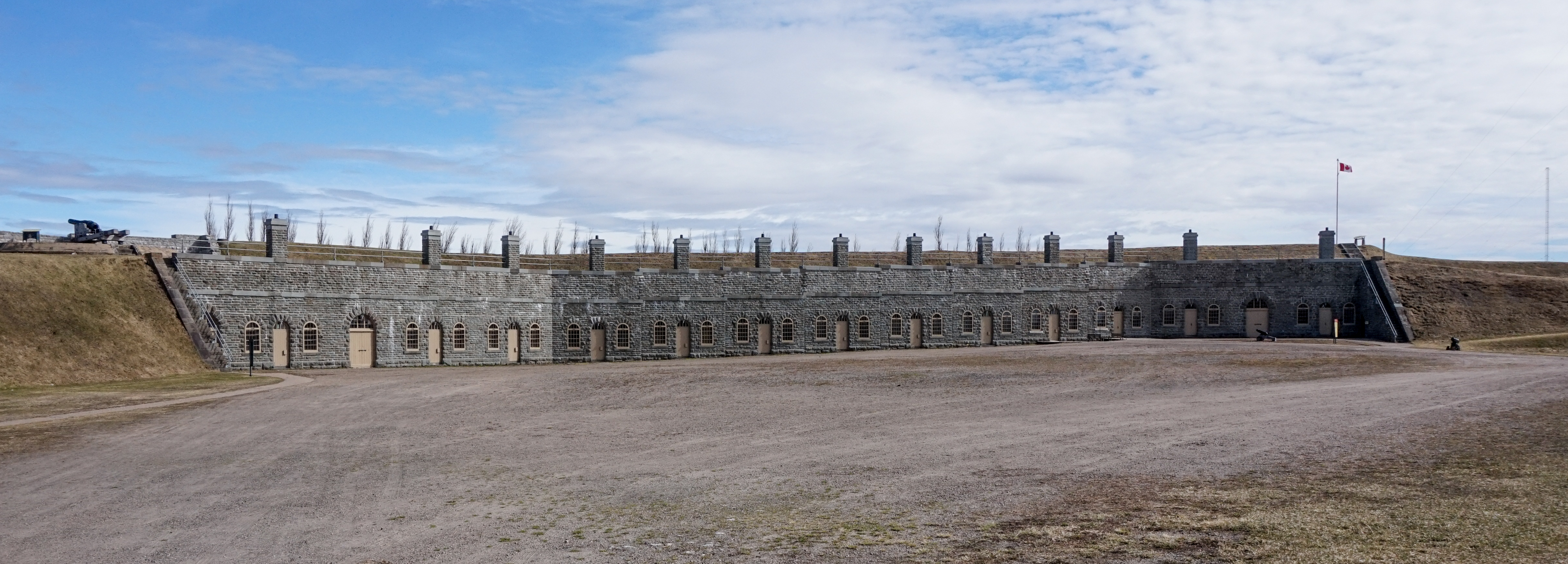
Champ de parade du fort Numéro-Un

#### Le champ de parade
Situé à l’arrière du terre-plein, le champ de parade constitue un espace ouvert destiné au rassemblement des troupes. Il est utilisé pour les exercices militaires, les formations ainsi que pour des activités récréatives telles que les jeux sportifs, notamment le cricket.

#### Le fossé

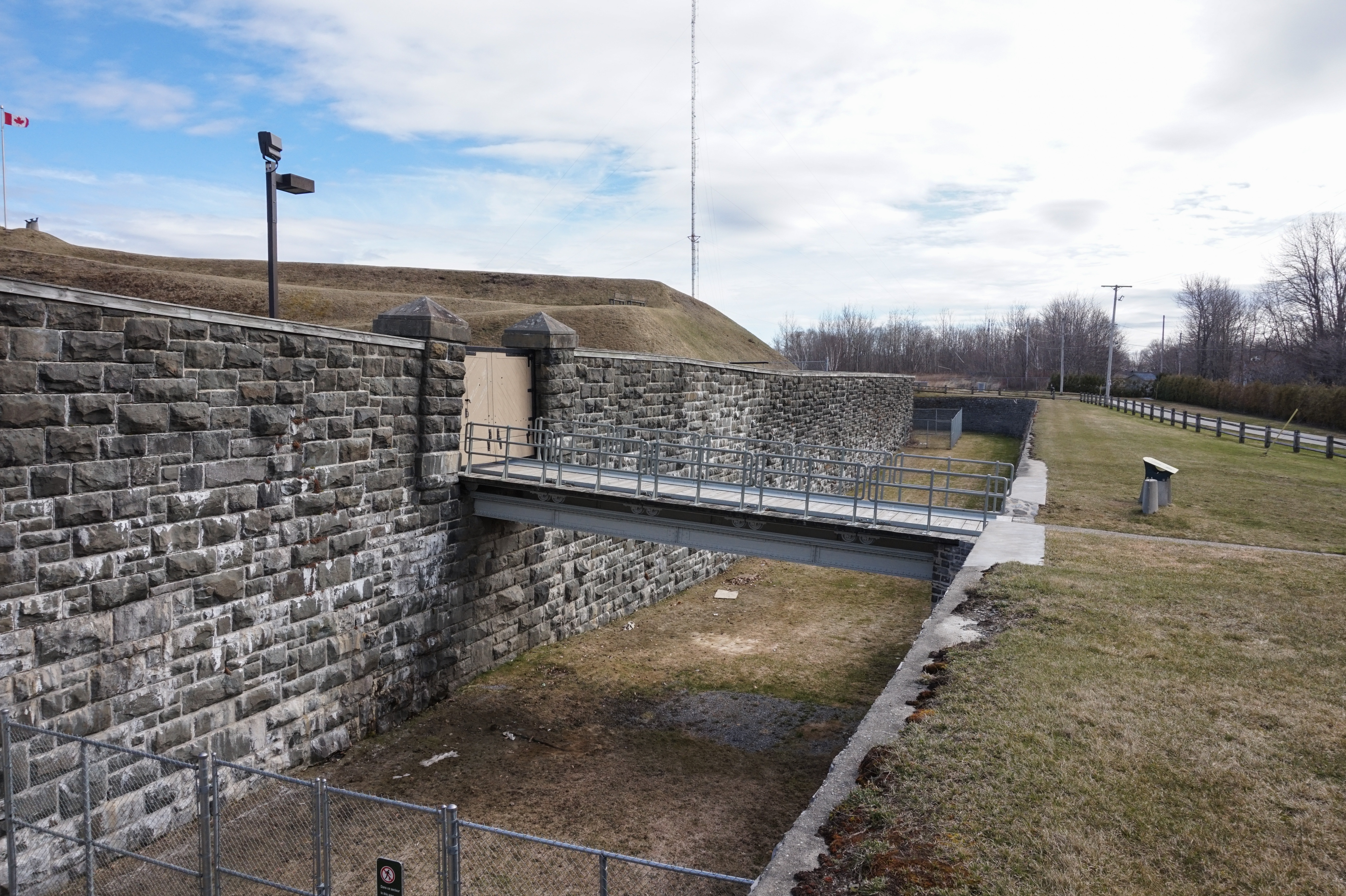
Fossé et pont roulant du fort Numéro-Un

Le principal obstacle défensif du fort est un fossé sec d’environ cinq mètres de profondeur, aménagé selon la déclivité naturelle du terrain. Ce fossé ceinture entièrement le fort et vise à empêcher l’ennemi d’approcher directement les murs de l’ouvrage. Sa profondeur et sa largeur rendent toute tentative d’escalade ou de franchissement difficile, tout en exposant les assaillants aux tirs croisés provenant des positions défensives surélevées et des caponnières intégrées aux angles du fossé. Bien qu'aujourd'hui recouvert de gazon, le fond du fossé d'époque était directement sur le roc. Cela provoquait différents problèmes de drainage.

#### Porte d'entrée et pont roulant
La seule porte d'entrée du fort est à l'arrière où se trouve le pont roulant. Le pont roulant tient sur deux rails de chemin de fer. Il était possible de tirer le pont à l'intérieur du fort et de le ressortir lorsque nécessaire. L'accès au fort devenait donc beaucoup plus difficile. Un puissant treuil et la force de quatre hommes était nécessaire.

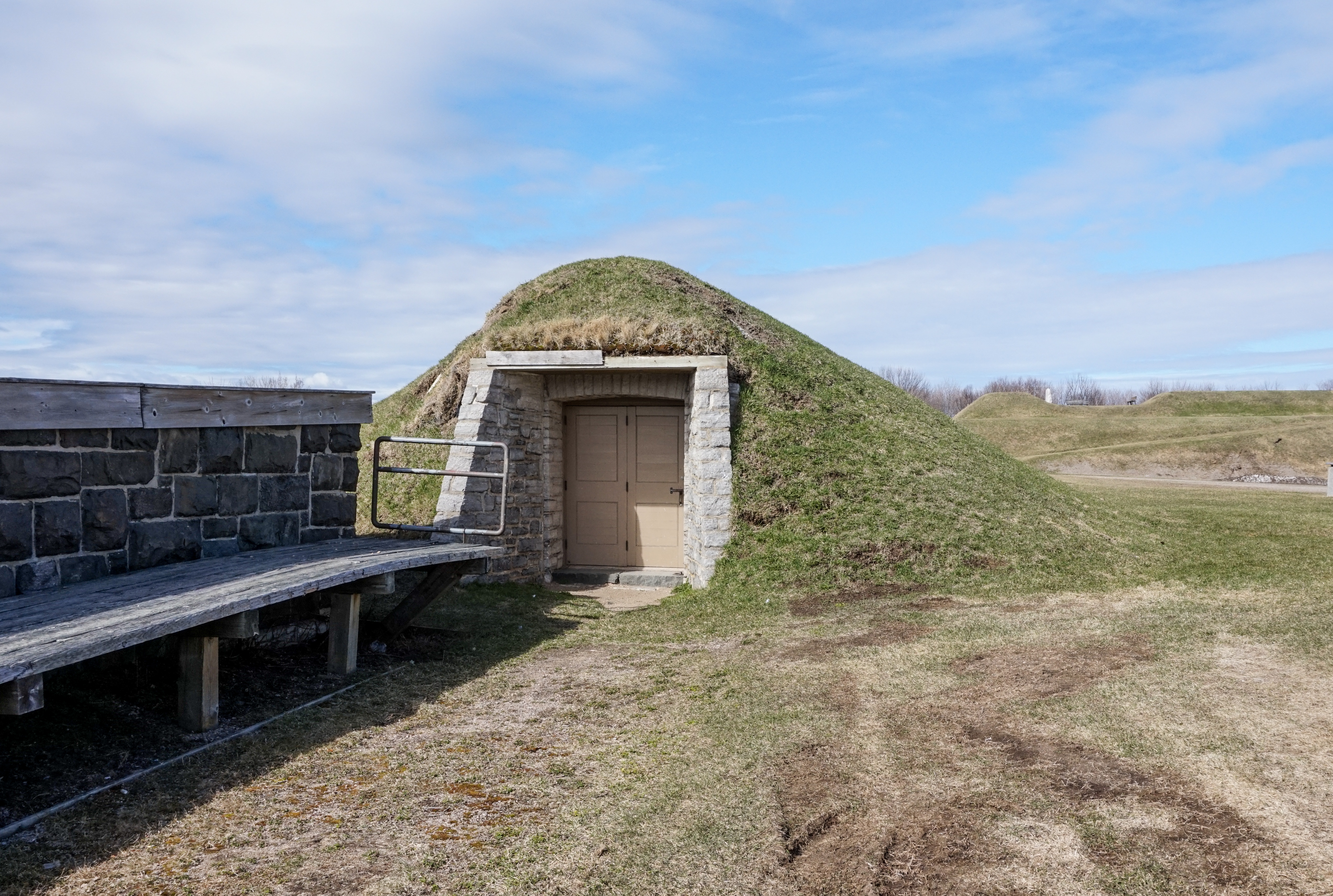
Entrée de la caponnière de gorge

#### 4 caponnières
Quatre caponnières assurent la défense rapprochée du fossé sec qui entoure le fort Numéro-Un. Ces ouvrages souterrains maçonnés, percés d’embrasures et de meurtrières, permettent aux défenseurs de tirer à courte portée sur toute tentative d’approche ou d’escalade du fossé. La caponnière de tête est positionnée à l’avant du fort et couvre le fossé frontal. Les caponnières latérales, situées à gauche et à droite, surveillent les flancs du fort et prolongent la ligne de tir jusqu’à l’arrière. Enfin, la caponnière de gorge défend l’arrière du fort, zone particulièrement vulnérable en cas de repli ou d’assaut de contournement. Chaque caponnière contenait également une petite poudrière, permettant d'entreposer une quantité raisonnable de poudre noire et de cartouches en cas d'attaque.

#### Poudrière
Pour des raisons de sécurité, la poudrière est aménagée à l’écart des casemates, bien que toujours accessible rapidement depuis les zones défensives. Elle est dissimulée sous le terre-plein, de manière à être protégée des tirs ennemis tout en étant intégrée à la structure du fort. Sa construction répond aux normes de sécurité de l’époque, avec des murs épais, une voûte maçonnée et des dispositifs visant à limiter les risques d’explosion accidentelle. Ce type de magasin à poudre est conçu pour résister à d’éventuelles détonations internes ou attaques extérieures, assurant ainsi la sécurité de la garnison et la préservation des munitions.
La poudrière avait une capacité de 600 à 700 barils de poudre noire. Cette dernière était importée directement de Grande-Bretagne et apportée par bateau jusqu'à Lévis. Le Fort no 1 contenait la poudre des trois forts de Lévis. L'éclairage de la poudrière était assuré par une lanterne placée derrière une fenêtre, assurant ainsi la sécurité de la pièce et du fort tout entier. Un système de Lazy-Susan permettait de transférer la poudre noire de la poudrière vers le laboratoire (où les cartouches et les gargousses de poudre sont fabriquées).
La poudrière est entourée par un étroit tunnel d'aération. Ce dernier a pour fonction d'absorber l'humidité de l'air sur ses murs, afin de mieux conserver la poudre noire à l'intérieur. Le tunnel agit comme vide d'air et est relié à la poudrière à travers des conduits.

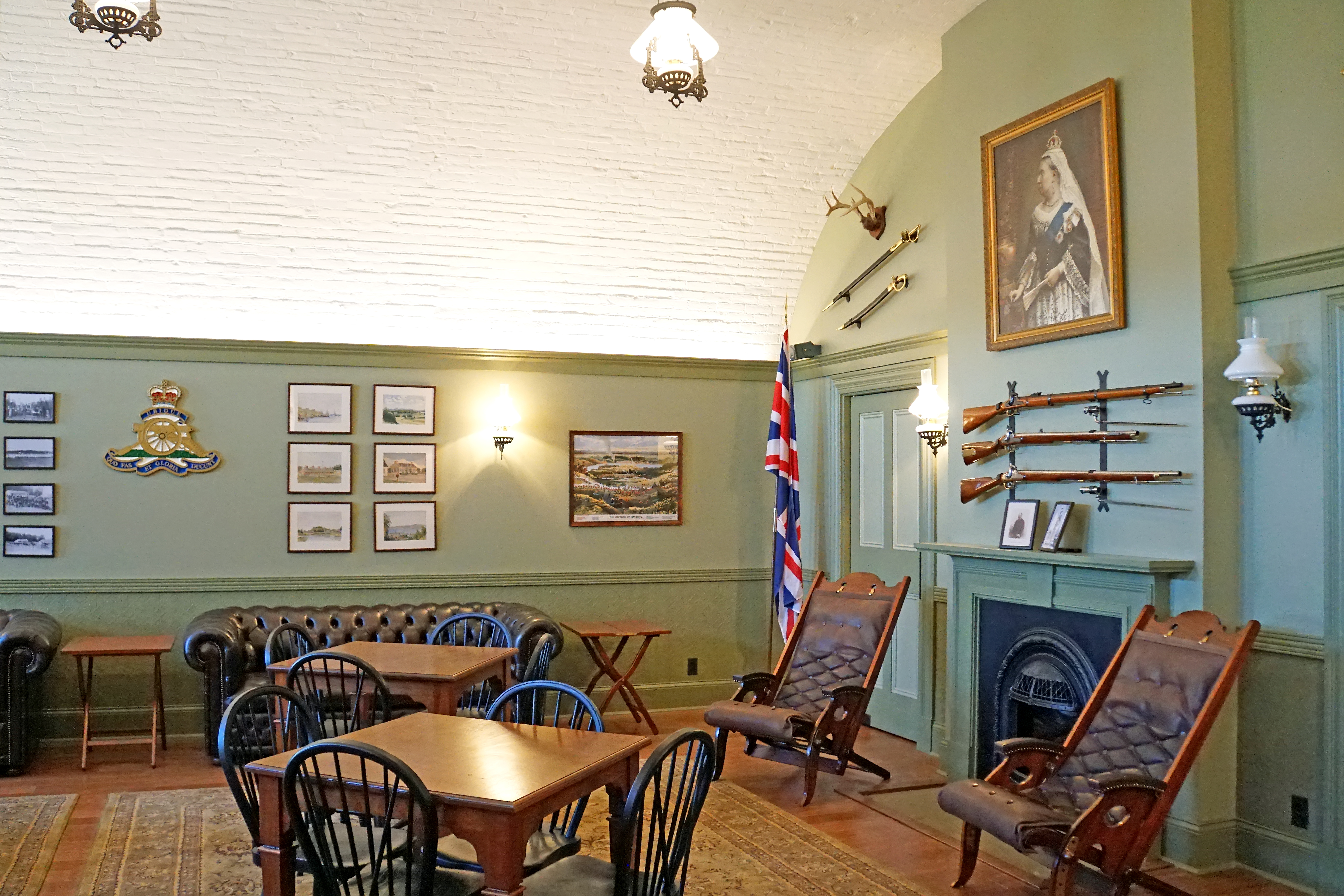
Mess des officiers du fort Numéro-Un

#### Mess des Officiers
Un espace interprétatif a été aménagé à l’intérieur du fort Numéro-Un, pour évoquer le mess des officiers qui faisait autrefois partie du camp des ingénieurs royaux établi à proximité. Cette reconstitution vise à illustrer les conditions de vie et le rôle des officiers durant la construction du fort à la fin des années 1860.
Situé dans l’une des casemates du fort, le mess reconstitué présente un ameublement d’époque, des objets liés à la vie quotidienne des officiers et des éléments décoratifs qui reflètent le rang social et le statut distinct qu’occupaient les officiers dans l’organisation militaire britannique. Cette reconstitution s’inscrit dans une démarche de mise en valeur historique et contribue à illustrer l’organisation interne du fort et la hiérarchie militaire en vigueur au XIXe siècle.

### La défense du fort
Vers la fin des années 1870, lors d’une annonce relative à la modernisation de l’armement de la Citadelle de Québec, le général Strange détaille l’équipement prévu pour les forts de Lévis. Ceux-ci doivent être dotés de quatre canons de 40 livres à chargement par la culasse, montés sur des affûts amovibles, permettant une plus grande mobilité et une meilleure réactivité face aux menaces mobiles. En complément, huit petits obusiers de 10 pouces sont prévus, destinés à bombarder les positions ennemies à moyenne portée grâce à leur capacité à tirer des projectiles explosifs.
Le dispositif de défense rapprochée prévoit douze caronades installés dans les caponnières, conçus pour fournir un tir rasant efficace dans le fossé, empêchant toute tentative d’escalade ou d’infiltration par l’infanterie adverse. Sur le terre-plein, plusieurs canons de plus gros calibre sont prévus pour être positionné et assurer une couverture à longue distance, protégeant le fort et les approches du fleuve Saint-Laurent. L’arrivée de l’artillerie à tir rapide et des obus explosifs vers la fin du XIXe siècle rendra progressivement les fortifications des forts moins efficaces face à une artillerie moderne.
Aujourd'hui, seuls une caronade et un canon armstrong sont encore présent. Les autres canons présents sur le site proviennent de la ville de Québec et de l'île Madame.

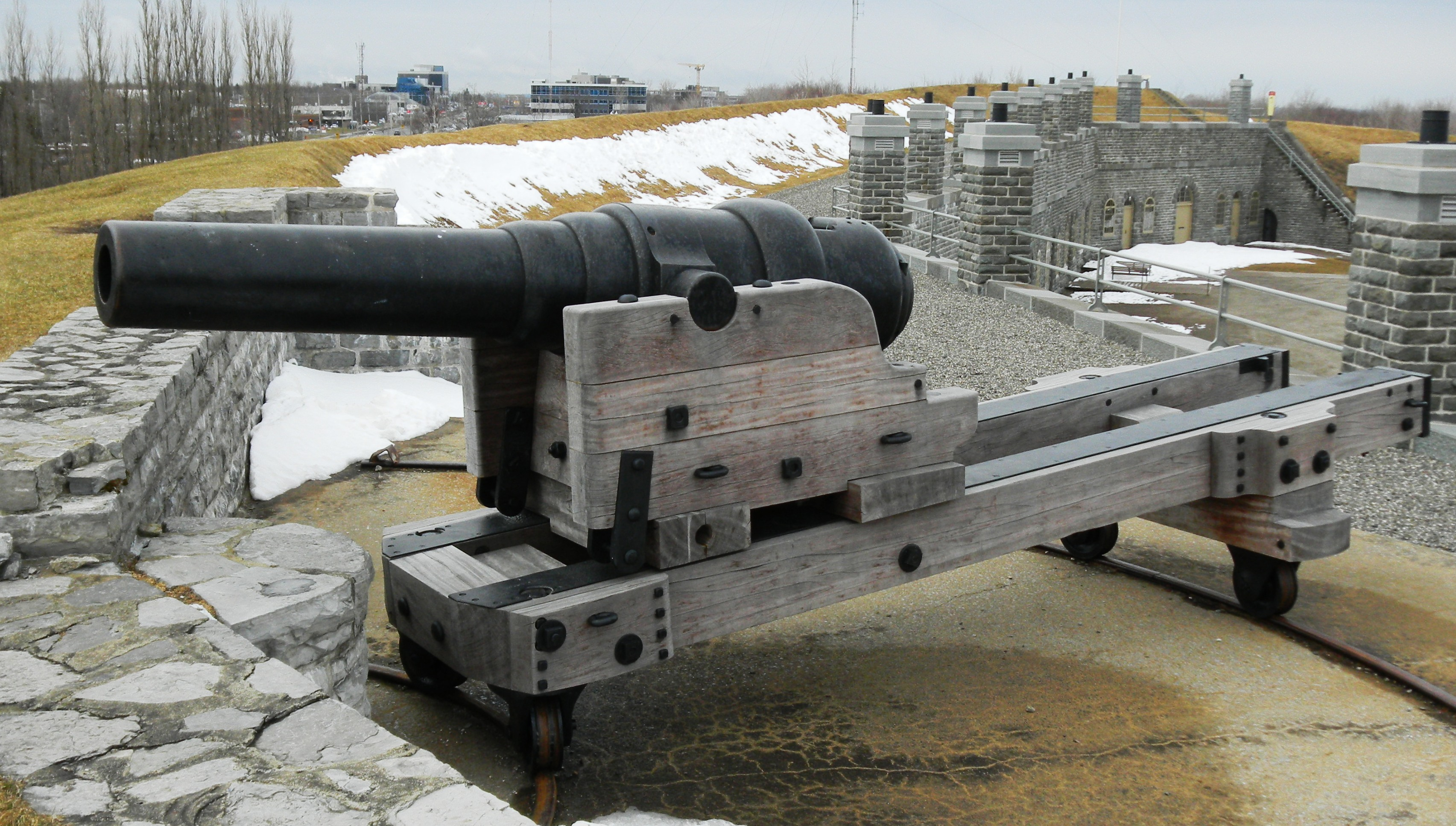
Canon Armstrong au fort Numéro-Un

#### Canon Armstrong
La principale arme du Fort no 1 était le canon Armstrong. Ce canon rayé, à chargement par la culasse, fut apporté au fort en 1878, devant la menace de l'alerte russe. Il est capable de tirer un obus de 40 kilogrammes à une distance d’environ cinq kilomètres, illustrant l’évolution de l’armement défensif vers des technologies à plus longue portée. La plupart des canons Armstrong de ce modèle furent ensuite ressoudés et ré-utilisés comme canons à chargement par la bouche, en raison de sa dangerosité et du risque d’explosion de la culasse. Le canon Armstrong du Fort no 1 n'a pas subi cette modification et conserve donc son apparence originale. Ce canon à chargement par la culasse est un des six derniers originaux dans le monde.

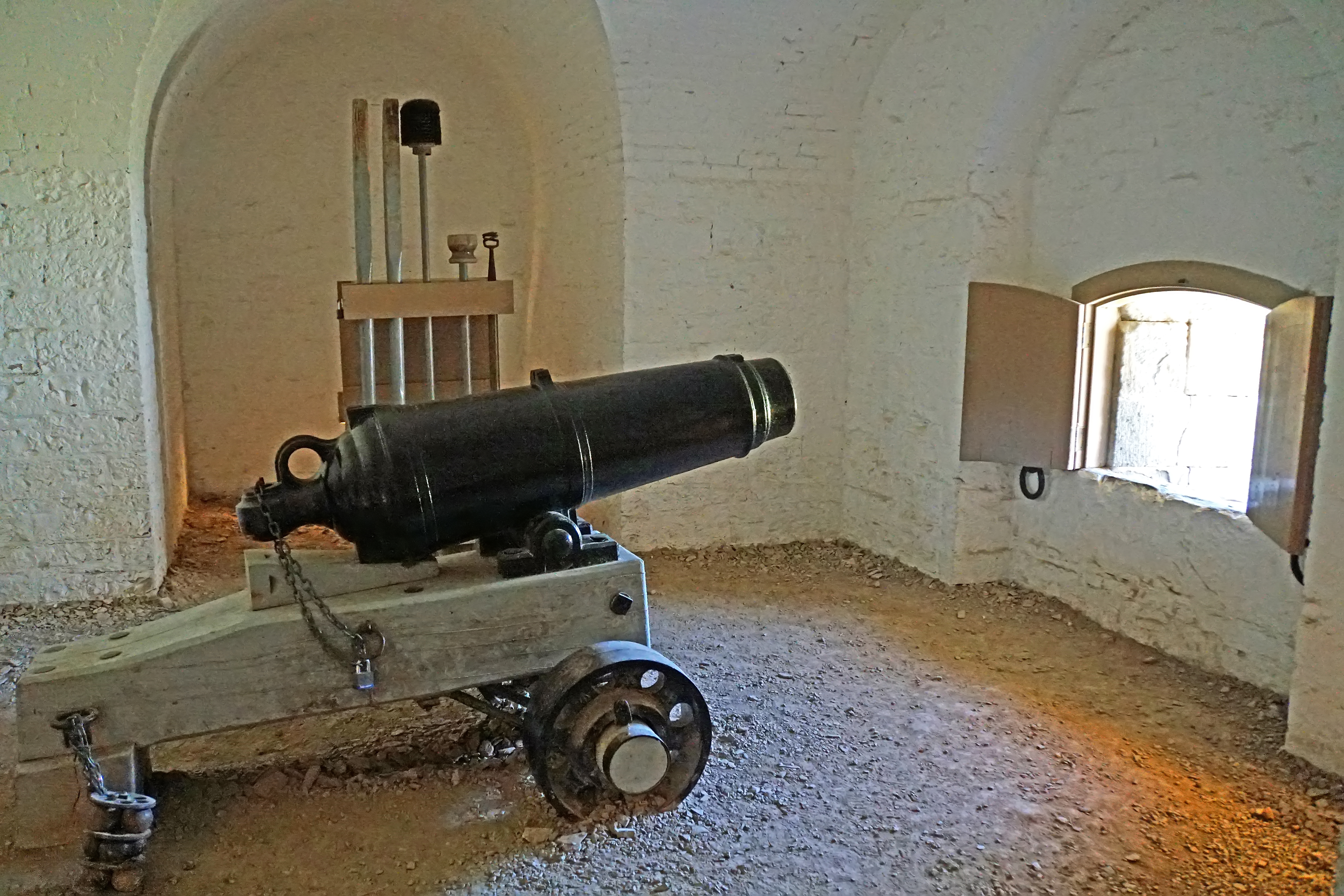
Caronade de la caponnière de droite du fort Numéro-Un

#### La caronade
La caronade exposée dans la caponnière de droite est une pièce d’artillerie courte à âme lisse, conçue pour le combat à courte portée. Elle a été utilisée principalement pour la défense rapprochée du fossé, un rôle crucial dans le dispositif défensif du fort.
Développée à la fin du XVIIIe siècle par la Royal Navy et nommée d’après la fonderie de Carron, en Écosse, la caronade est caractérisée par son tube court, son faible recul et sa capacité à tirer des projectiles lourds avec une faible charge de poudre. Bien que progressivement remplacée par des canons plus modernes à la fin du XIXe siècle, elle demeure en usage dans certaines fortifications pour sa redoutable efficacité contre l’infanterie ennemie à proximité immédiate.
Installée dans une caponnière ou à proximité du fossé, la caronade permettait de balayer les parois et le fond du fossé par un tir rasant, empêchant ainsi l’ennemi de s’en approcher ou d’y progresser. Ce type d’artillerie témoigne de l’ingéniosité des dispositifs de défense intégrés aux forts de Lévis

### Présence militaire au fort
Bien que peu de documents témoignent d'une occupation soutenue, certaines sources confirment une présence militaire au fort Numéro-Un de Lévis à différentes périodes. Un plan de 1872 réalisé par Hamilton prévoyait l’aménagement de dix casemates pouvant loger chacune douze soldats, avec un espace de 600 pieds cubes par personne. Selon un énoncé de 1972 portant sur la valeur historique et architecturale du site, une garde de cinq hommes y aurait été stationnée à la fin des années 1870.
Des preuves indirectes d'occupation apparaissent en 1885, alors qu’une commande de 75 cordes de bois d’érable et de merisier noir est passée pour le fort, suggérant une activité sur place. En 1917, une garde de 43 hommes, accompagnée d’un concierge, est logée au fort Numéro-Un, tandis qu’une garnison similaire au fort Numéro-Deux réside sous tente. À cette époque, les autorités cherchent à regrouper les effectifs au fort Numéro-Un et à réduire la taille de la garnison.
La présence militaire se poursuit jusque dans les années 1940. Un concierge est encore présent au fort en 1939, et une garde y est attestée en 1940 et en août 1946, confirmant une occupation continue au moins jusqu’à la fin de la Seconde Guerre mondiale.

## Le Fortno2
Le fort Numéro-Deux, aujourd’hui disparu, a connu plusieurs réaffectations au cours du XXe siècle, marquant de manière significative le paysage urbain et social de Lévis. Avant de faire place, dans les années 1960, au siège social de Desjardins Assurances générales, le site a servi à des usages civils variés. Le champ de parade a longtemps été utilisé comme terrain de baseball par la population locale, tandis que les voûtes du fort ont abrité, à partir des années 1950, la Ferme de champignons de Lévis inc., qui y produisait jusqu’à 264 000 livres de champignons par an.
L’histoire du site a également été marquée par une série de litiges juridiques impliquant la Ville de Lévis. Vers 1948–1949, le gouvernement fédéral cède les terrains du fort à la Cité de Lévis. Une partie de ceux-ci est acquise par le Club de golf de Lévis, locataire des lieux depuis 1923. En 1955, la Ville vend les droits sur les installations à l’entreprise de culture de champignons pour 1 000 dollars. Cette transaction soulève une controverse, notamment parce que la cession initiale stipulait une utilisation à des fins récréatives seulement. La situation donne lieu à des procédures judiciaires qui mèneront jusqu’à la Cour suprême du Canada. En conséquence, la Ville de Lévis est contrainte de rétrocéder le terrain au gouvernement fédéral, et l’entreprise de champignons est évincée sans compensation.

### Découvertes archéologiques
En mai 2013, lors de travaux de réfection d’un affaissement dans le stationnement du siège social de Desjardins Assurances générales, à Lévis, des ouvriers ont mis au jour des vestiges souterrains du fort Numéro-Deux. Cette découverte a été jugée inattendue, car les ruines du fort étaient largement oubliées depuis la construction de l’immeuble dans les années 1960.
À la suite de la découverte, Desjardins a contacté le ministère de la Culture et des Communications du Québec, ainsi que des spécialistes en patrimoine bâti pour évaluer l’importance des vestiges. Il a été déterminé qu’il s’agissait de la caponnière sud-ouest du fort, un ouvrage défensif souterrain conçu pour assurer la protection des fossés entourant le fort. Selon les évaluations réalisées, la poudrière et le tunnel d’accès étaient relativement bien conservés, malgré l’effondrement partiel de certaines galeries de tir destinées aux canons et aux fusils. Ces vestiges ont été reconnus comme présentant un intérêt patrimonial certain. Les vestiges souterrains existent toujours sous le stationnement, mais sont inaccessibles.

## Le Fortno3
Il est situé sur le boulevard de la Rive-Sud, à Lévis, sur le terrain occupé jusque dans les années 1990 par l’ancienne cimenterie Saint-Laurent.
La construction du fort n° 3 commença le 7 août 1865. Le schiste et la roche situés sous le site n'étaient recouverts que d'environ 1,5 pied de terre, si bien qu'il fallut procéder à un dynamitage pour construire le fossé. En octobre 1865, les entrepreneurs avaient enlevé quelque 127 000 verges cubes de terre et de roche des deux sites. La courte saison de construction au Canada signifiait que pendant les rudes mois d'hiver, peu ou pas de travaux de construction pouvaient être effectués, mais les travaux préparatoires se poursuivaient.
Tous les forts sont de conception similaire, mais pas identique, les différences étant dues aux sites différents et à la nécessité de se protéger mutuellement. Le fort n° 3 possédait des remparts en terre sur trois côtés et un mur en maçonnerie le long du côté arrière ; un fossé de 40 pieds de large entourait le périmètre. À l'extérieur du fossé, un terrassement incliné à 45 % cachait le fossé à l'ennemi. Deux caponnières intérieures protégeaient les fossés si l'ennemi y pénétrait. Des casemates intérieures abritaient une garnison d'environ 170 officiers et hommes. Le fort n° 3 était pratiquement achevé au 1er juillet 1869, à l'exception des ponts sur le fossé et des portes. Les entrepreneurs avaient terminé les travaux sur leurs deux forts avant que les Royal Engineers n'aient terminé les travaux sur le fort n° 1.
Après avoir été utilisé comme station de quarantaine animale jusqu’à la Première Guerre mondiale, le site a brièvement retrouvé une fonction militaire. En 1940, en raison de son état de détérioration avancé, jugé dangereux, le fort a été partiellement démoli pour permettre la construction de la cimenterie, qui a été en activité jusqu’en 1991. Il subsiste environ un mur et demi de la structure d’origine, tandis que les voûtes souterraines seraient encore intactes et innondées.
Des travaux de drainage ont été réalisés en 2004 par la firme SNC-Lavalin. Divers projets de réaffectation ont été envisagés au fil des années, notamment un projet récréotouristique et, à un moment donné, l’implantation d’un centre de congrès et d’exposition pour la ville de Lévis, projet qui n’a pas été concrétisé.
Un plan de restauration a été examiné et les coûts de restauration s'estimeraient à plusieurs millions de dollars. Le site a finalement été démolis en 2016 après plusieurs années de combats juridiques. La dangerosité du site était évoquée par le propriétaire de l'époque, André Fortin, même si le Groupe d'initiatives et de recherches appliquées au milieu (GIRAM) défendait que les voûtes étaient encore en parfait état.

## Des canons silencieux[24]
La construction des forts débute au moment où prend fin la guerre de Sécession aux États-Unis. À mesure que la menace d’une attaque américaine contre le Canada s’estompe, le Royaume-Uni opte pour une approche diplomatique afin de normaliser ses relations avec les États-Unis. Cette volonté se concrétise par la signature du traité de Washington en 1871, qui règle plusieurs différends entre les deux nations. Sur le plan européen, les tensions entre puissances diminuent également, en partie grâce à la médiation britannique.

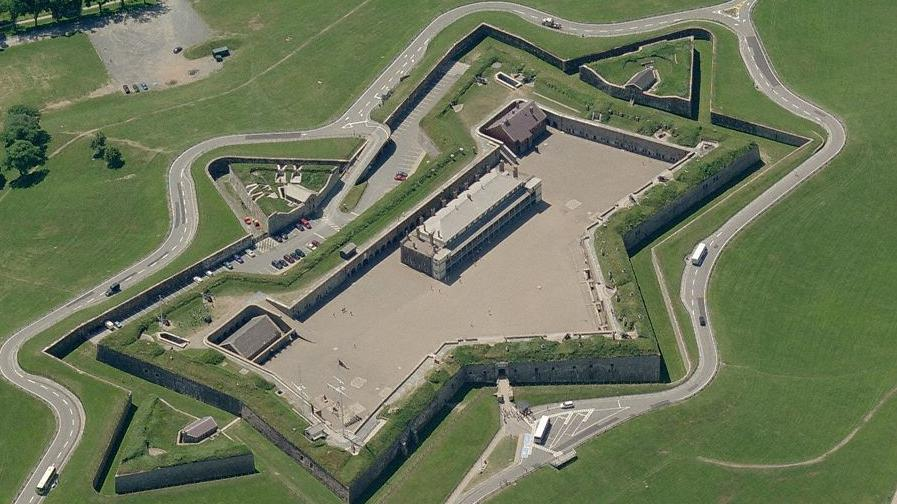
Citadelle d'Halifax, lieu historique national du Canada de Parcs Canada

Dans ce contexte de détente internationale, la stratégie défensive visant à contrer une invasion terrestre depuis le sud perd de sa pertinence. Le Royaume-Uni commence à se désengager militairement du Canada, transférant progressivement la responsabilité de la défense nationale aux autorités canadiennes. Québec, auparavant au cœur du dispositif militaire impérial, cède alors sa place à Halifax, jugée plus stratégique pour la défense navale de l’Atlantique. Les troupes britanniques quittent définitivement la région de Québec le 11 novembre 1871.
Aucun des trois forts de Lévis n’aura finalement été occupé par une garnison régulière. Leur efficacité militaire ne sera donc jamais mise à l’épreuve. Après leur achèvement, les forts passent sous le contrôle de l’école d’artillerie canadienne (batterie B), dont le quartier général est situé à la Citadelle de Québec.
En raison de la diminution des tensions frontalières et des restrictions budgétaires affectant l’armée canadienne, aucun armement n’est installé dans les forts avant 1878. Cette année-là, la crainte d’un conflit entre le Royaume-Uni et la Russie, liée à l’expansionnisme russe vers la Turquie et l’Inde, ravive les préoccupations stratégiques. Bien que la menace ne se concrétise pas, elle incite le gouvernement canadien à revoir ses priorités en matière de défense, notamment face à la possibilité de raids navals sur les côtes atlantiques.
Dans ce climat d’incertitude, chaque fort de Lévis reçoit une pièce d’artillerie moderne : un canon Armstrong rayé de 17 centimètres, à chargement par la culasse. Installé sur le terre-plein du fort Numéro-Un, ce canon est le seul à avoir jamais été monté sur ses emplacements d’artillerie. Le canon du fort Numéro-Deux n'a jamais été installé et celui du fort Numéro-Trois est resté entreposé dans une casemate avec son affut.

### Utilisation comme entrepôt de munitions
Durant la première moitié du XXe siècle, le fort Numéro-Un de Lévis sert principalement d'entrepôt pour les munitions. Un rapport daté du 25 janvier 1911 mentionne que des surplus de munitions entreposés à la Citadelle de Québec sont transférés au fort, vraisemblablement en raison du besoin croissant d’espace, notamment pour l’Arsenal fédéral établi depuis le début des années 1900.

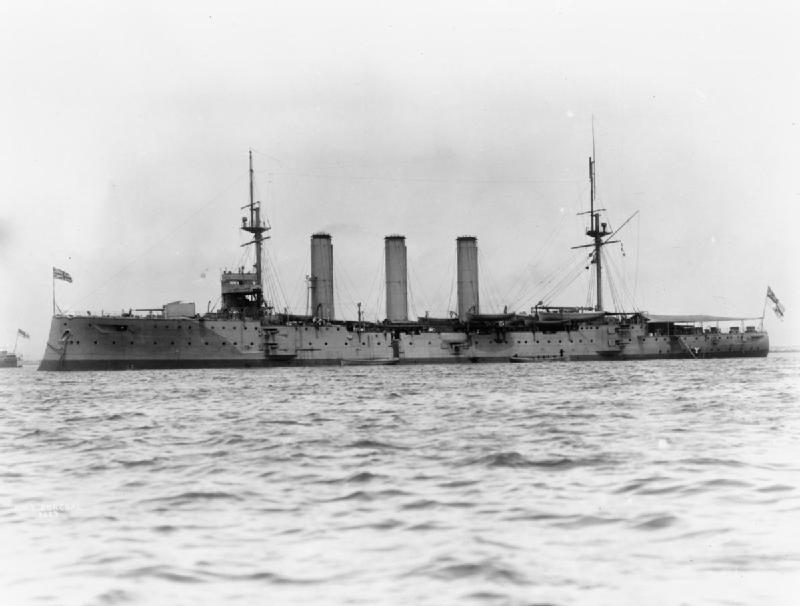
HMS Donegal

En 1917, dans une volonté de centraliser l’entreposage des explosifs, le ministère de la Défense entreprend de concentrer les munitions dans un seul fort. Le fort Numéro-Un, en meilleur état que les autres, est retenu, bien que des rénovations soient nécessaires pour répondre aux normes de sécurité en vigueur. Pendant ces travaux, les munitions sont temporairement entreposées au fort Numéro-Deux, lui aussi nécessitant des réparations. Cette situation entraîne un va-et-vient entre les deux forts.
Avant août 1917, le fort Numéro-Un abrite notamment de la poudre à fusil, de la thermite, des vêtements militaires, ainsi que des cartouches de cordite provenant du HMS Donegal, alors en réparation à Montréal. Le 2 novembre 1917, on prévoit y entreposer de la poudre noire, de la cordite et de la poudre Ross. Toutefois, le 30 novembre, la plupart de ces explosifs sont retirés, à l’exception de certaines poudres spécifiques. À la même période, les responsabilités sont partagées entre le surintendant de l’Arsenal pour les explosifs entreposés à la Citadelle et au fort Numéro-Deux, et un officier supérieur de l’Ordnance pour ceux acceptés par la Défense nationale. À Lévis, les casemates 2 à 5 sont sous la supervision de l’Arsenal, tandis que la casemate 6 et les magasins relèvent de l’Ordnance. La garde militaire, quant à elle, relève du commandant du district militaire de Québec.

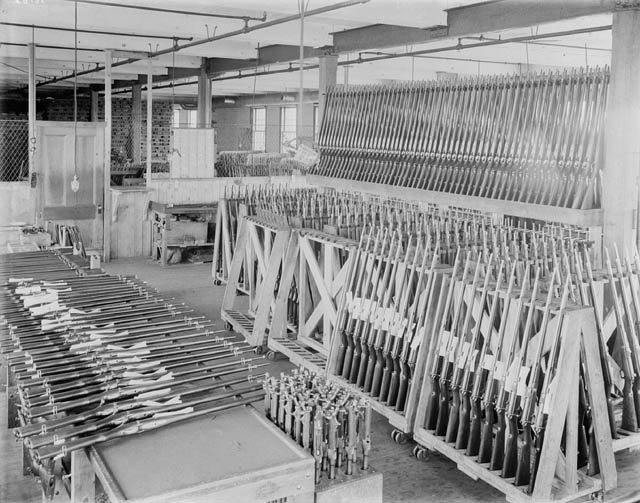
Vue intérieure de la fabrique de fusils Ross

En décembre 1930, à la suite de la fermeture de la manufacture de fusils Ross de Québec, des pièces de fusils et de mitrailleuses sont transférées de l’entrepôt Mann à Québec vers le fort Numéro-Un. En raison de conditions hivernales défavorables, le matériel est d’abord temporairement entreposé au manège militaire de Lévis, avant d’être acheminé au fort. D’autres pièces sont également envoyées au fort Numéro-Deux.
En 1933, les deux forts sont toujours utilisés pour l’entreposage. Toutefois, en 1941, le fort Numéro-Deux cesse d’être utilisé à cette fin. La Défense nationale propose alors au ministère des Mines et Ressources nationales d’en faire un lieu historique, sans suite. Le fort Numéro-Un demeure, en 1938 et 1939, le principal entrepôt de munitions de la région,.
Le 9 janvier 1946, dans le contexte de la démobilisation consécutive à la Seconde Guerre mondiale, l’Ordnance ordonne le rassemblement de toutes les pièces de fusils Ross dispersées à travers le pays afin de les centraliser au fort Numéro-Un. Ce transfert, qui se déroule du 10 mars au 16 mai 1946, répond à la nécessité de libérer des bâtiments militaires à Toronto et à Winnipeg. Quelque 12 000 fusils sont ainsi acheminés à Lévis, leur liquidation étant confiée à la War Assets Corporation. Un rapport de mars 1947 indique qu’au 1er février 1947, 34 516 pieds carrés d’espace sont encore occupés à Lévis, contre 110 795 pieds carrés en 1945. Bien que l’emplacement exact ne soit pas précisé, il est probable que l’ensemble de cette superficie corresponde au fort Numéro-Un. La date précise à laquelle le fort cesse définitivement d’être utilisé pour l’entreposage de munitions demeure inconnue.

## D'entrepôt militaire à lieu historique national du Canada

Mur de fortification de la ville de Québec

Le fort Numéro-Un aurait été utilisé comme entrepôt de munitions et lieu de casernement temporaire pour des militaires en attente d’embarquement vers l’Europe durant la Première Guerre mondiale. Durant l’entre-deux-guerres et la Seconde Guerre mondiale, le site aurait conservé une fonction logistique, principalement comme dépôt de matériel.
Malgré une utilisation militaire restreinte, le fort présente une valeur historique notable. Intégré au système défensif de Québec élaboré au XIXe siècle, il illustre l’évolution des conceptions militaires, marquant la transition entre les fortifications classiques à remparts continus et les forts détachés inspirés des principes de défense périmétrique.
La Commission des lieux et monuments historiques du Canada (CLMHC) souligne dès 1920 l’importance historique des forts de Lévis. En 1959, elle recommande que les trois forts soient officiellement reconnus comme faisant partie intégrante du réseau des fortifications de Québec. En 1963, la Commission réitère leur importance stratégique et recommande la mise en œuvre de mesures visant à assurer la conservation du fort Numéro-Un, identifié comme le lieu privilégié pour interpréter l’histoire des trois ouvrages. En 2001, la CLMHC confirme que la valeur patrimoniale des forts de Lévis repose sur leur rôle stratégique au XIXe siècle et sur leur intégration au système défensif de Québec, constitué pour protéger le port et la ville contre d’éventuelles attaques par voie terrestre.

### Périmètre désigné
Le lieu historique national des Forts-de-Lévis, tel que désigné d’importance historique nationale, comprend l’aire située à l’intérieur du périmètre extérieur du glacis de chacun des trois forts détachés : le fort Numéro-Un, le fort Numéro-Deux et le fort Numéro-Trois. Il inclut également l’emplacement du chemin militaire qui reliait ces ouvrages entre eux. Des ressources connexes à la construction des ouvrages de défense font également partie du lieu désigné, telles que le quai initial et son terrain attenant, le chemin menant de ce quai au fort Numéro-Un, le quartier des ingénieurs royaux, le camp des soldats, ainsi que le tracé complet du chemin de liaison entre les forts.
Le périmètre administré par Parcs Canada correspond principalement à l’aire comprise à l’intérieur du glacis du fort Numéro-Un. Ce périmètre ne couvre qu’une partie du lieu désigné. Il comprend également un boisé situé au nord du fort, qui, bien qu’administré par Parcs Canada, ne fait pas partie du lieu commémoratif désigné.
Le reste du lieu désigné relève de divers propriétaires privés et institutionnels. Le fort Numéro-Deux a été complètement démoli, bien que des vestiges archéologiques soient sous les installations actuelles d’Assurances générales des Caisses Desjardins. Le fort Numéro-Trois est également détruit et comporte toujours ses souterrains qui sont inondés. Les autres composantes du lieu désigné — le quai historique, les chemins militaires, le quartier des ingénieurs royaux et le camp des soldats — se trouvent sur des terrains à usage résidentiel, commercial, récréatif ou industriel.

## Acquisition par Parcs Canada
La préservation du fort Numéro-Un doit beaucoup à l’initiative citoyenne. Dans les années 1960, un groupe de bénévoles dirigé par Paul Théberge — Les Compagnons du vieux fort — mène des actions pour sensibiliser le public à l’importance patrimoniale du site. Parcs Canada acquiert officiellement le fort Numéro-Un en 1972.
En 1977 et 1978, le fort Numéro-Un de Lévis est temporairement ouvert au public afin de sensibiliser la population à sa valeur historique et architecturale. Cette initiative visait également à faire connaître les travaux de restauration alors en cours. Pour faciliter l’accueil des visiteurs, des aménagements temporaires sont mis en place, incluant un stationnement, une aire de pique-nique, un kiosque mobile et un sentier piétonnier à l’extérieur de l’enceinte du fort. Des visites guidées permettent au public d'accéder à l'intérieur de la fortification.
En 1982, le fort Numéro-Un est ouvert au public officiellement à titre de site patrimonial accessible durant la saison estivale. Un premier plan directeur identifiant un concept de mise en valeur pour le fort Numéro-Un a été approuvé en 1988. Ce concept confirmait l’esprit des travaux déjà effectués au fort Numéro-Un depuis son acquisition par Parcs Canada en 1972. Cet outil de planification guide les actions de conservation et d'interprétation entreprises par Parcs Canada.
En 2004, un énoncé d’intégrité commémorative (ÉIC) est adopté. Ce document précise les éléments qui confèrent au lieu sa valeur patrimoniale nationale et établit les objectifs de conservation associés. Dans la foulée de cet énoncé, un second plan directeur est élaboré et approuvé en 2005, afin d’actualiser les orientations de gestion et de mise en valeur du fort Numéro-Un. Le dernier plan directeur date de 2018.

### Restauration du Fort Numéro-Un

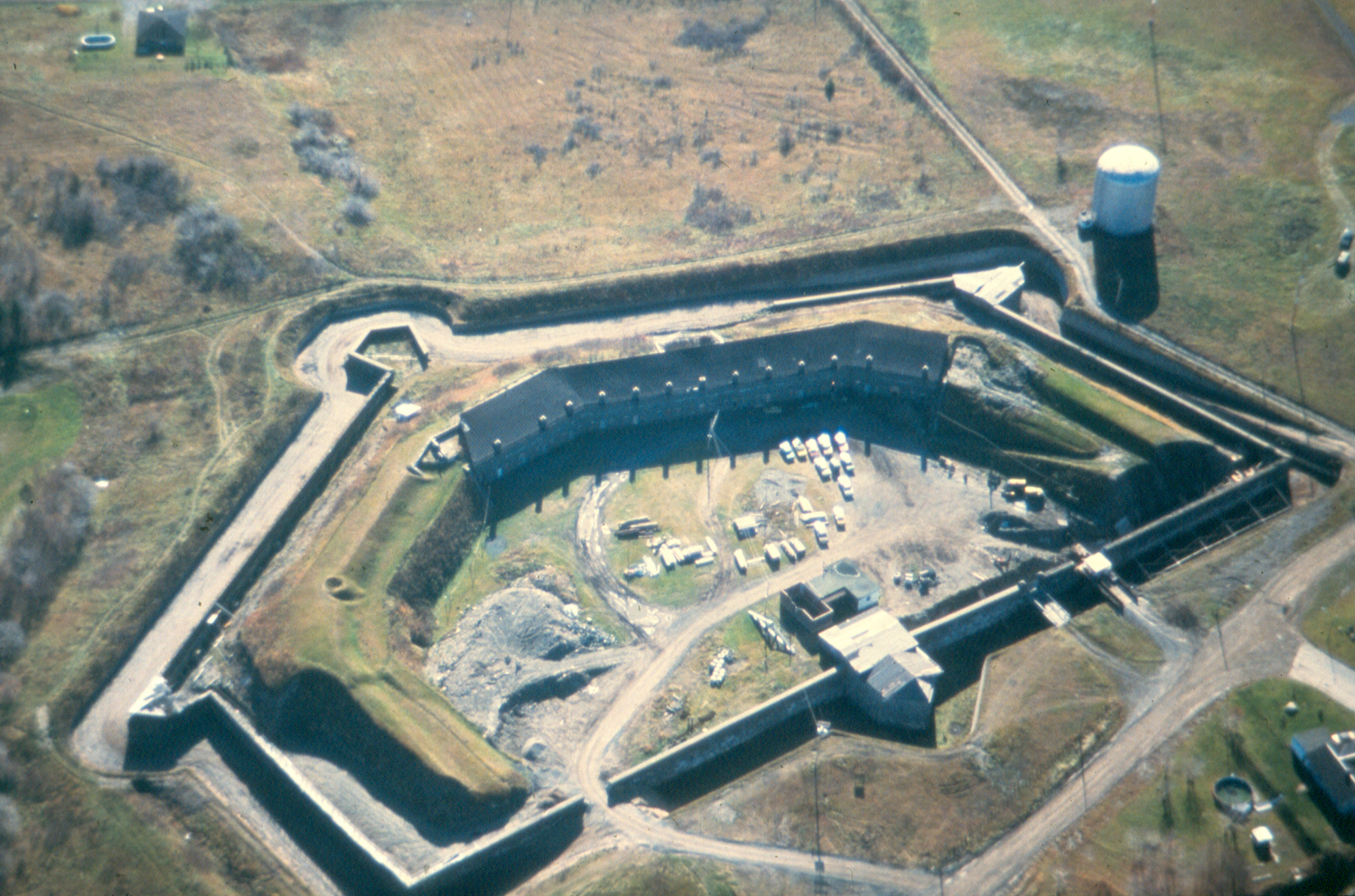
Fort Numéro-Un vue des airs durant la restauration de 1972

En 1963, le fort Numéro-Deux est partiellement démoli. Les matériaux récupérés, notamment la pierre et le calcaire, sont entreposés sur des terrains voisins (lots 1111-1 et 1112-1), situés à proximité du fort Numéro-Un. Cette opération s’inscrit dans une intention de réutiliser une partie des matériaux pour des travaux de restauration du fort Numéro-Un.
À la suite de l'acquisition de 1972, plusieurs interventions sont entreprises, afin d'assurer la conservation du site au coût de 37 millions de dollars. Des travaux de stabilisation, de protection, de restauration et de réhabilitation sont menés sur les composantes architecturales et structurelles du fort, dans le but de préserver son intégrité physique et historique 
En 2009, des travaux majeurs de restauration sont entrepris sur les casemates du fort Numéro-Un. Réalisés dans le cadre du Programme accéléré des infrastructures du gouvernement fédéral, ces travaux représentent un investissement de 2,4 millions de dollars.
Plus récemment en 2019, Parcs Canada a fait des interventions qui ont ciblé deux secteurs précis : la demie-gorge droite et le flanc droit du fort. Les travaux ont consisté en un démontage partiel de sections de mur, suivi d’un rejointoiement. Plusieurs composantes ont été remplacées ou restaurées, notamment les pierres de parement, le noyau et le mortier des murs, les éléments en bois des chaperons, ainsi que les systèmes de drainage. Des membranes d’étanchéité et des matériaux granulaires filtrants ont également été installés afin d’assurer la stabilité et la durabilité des structures.

## Anecdote
Lors de la construction du Fort Numéro-Un (entre 1865 et 1872), le curé Joseph-Honoré Routier de la paroisse Saint-Joseph-de-Lévis, donna une autorisation pour que les militaires anglais et écossais puissent faire leur dévotion dans la chapelle processionnelle Sainte-Anne située sur la rue Saint-Joseph à quelques mètres de l'église paroissiale. À cette époque, il n'existait pas un lieu de culte pour les Anglicans ou les Protestants dans le secteur du futur village de Lauzon qui va naître en 1867.

### Sources
- Les archives de la Société d'histoire régionale de Lévis.
- Desloges, Yvon. Les forts de la Pointe-Lévy. Le Service des Parcs, Canada, 1991.
- Légaré, Lise. Le Fort no 1 de la Pointe-Lévy. Éditions Continuité, 2000.
- Parc historique national fort #1, Pointe Levis, Thèmes et objectifs, Parcs Canada, 1980